# Metropolitanska mesta Italije
Metropolitanska mesta v Italiji (italijansko: città metropolitane d'Italia) so upravne enote Italije, ki delujejo od leta 2015 in so posebna vrsta pokrajine. Metropolitansko mesto, kot je opredeljeno z zakonom, vključuje veliko jedro mesta in manjša okoliška naselja, ki so z njim tesno povezana tako z gospodarskimi dejavnostmi in bistvenimi javnimi storitvami kot tudi s kulturnimi odnosi in teritorialnimi značilnostmi.

## Zgodovina
Prvotni zakon iz leta 1990 je kot metropolitanska mesta določil občine Torino, Milano, Benetke, Genova, Bologna, Firence, Rim, Bari, Neapelj in njihova zaledja ter avtonomnim regijam pridržal pravico do določitve metropolitanskih območij na njihovem ozemlju. Leta 2009 so spremembe dodale na seznam Reggio di Calabria. Metropolitanska območja, ki so jih  določile avtonomne regije, so bila Cagliari na Sardiniji, Catania, Messina in Palermo na Siciliji.
3. aprila 2014 je italijanski parlament odobril zakon, ki je ustanovil 10 metropolitanskih mest v Italiji  brez sodelovanja avtonomnih regij. Kasneje so dodali še štiri. Nova metropolitanska mesta delujejo od 1. januarja 2015.

## Uprava
Metropolitansko mesto sestavljajo osrednje mesto, ki je sedež vlade in okoliške občine (comuni). Vsako metropolitansko mesto vodi metropolitanski župan (sindaco metropolitano), ki mu pomaga zakonodajni organ, metropolitanski svet (consiglio metropolitano) in nezakonodajna skupščina, metropolitanska konferenca (conferenza metropolitana).
Mestni župan je glavni izvršni in upravni direktor mesta. Župan zastopa, sklicuje in vodi seje velemestnega sveta, upravlja mestne pisarne, nadzoruje delovanje mestnih služb in pripravlja mestni proračun. Župan pokrajinske prestolnice samodejno postane metropolitanski župan.
Metropolitanski svet je glavno zakonodajno telo metropolitanskega mesta. Predlaga zakone in dopolnitve metropolitanske konference ter odobrava programe, predpise in pravila, ki ji jih predloži župan, kot je proračun. Svet sestavljajo župani in mestni svetniki vsake občine v metropolitanskem mestu, ki so med seboj izvoljeni s sorazmerno zastopanostjo na delno odprtem seznamu s sedeži, dodeljenimi po metodi D'Hondt. Metropolitanski svetniki so izvoljeni za pet let; glasovi za velemestne svetnike se ponderirajo tako, da se občine določenega prebivalstva razvrstijo v devet skupin, tako da so glasovi županov in mestnih svetnikov bolj obljudenih skupin vredni kot glasovi manj poseljenih skupin. Število svetnikov, ki jih podeli metropolitansko mesto, je odvisno od njegovega prebivalstva: metropolitanska mesta s 3 milijoni prebivalcev ali več imajo 24 svetnikov; metropolitanska mesta z 800.000 prebivalci, vendar manjšim ali enakim 3 milijonom, imajo 18 svetnikov; vsa ostala metropolitanska mesta imajo 14 svetnikov.
Metropolitanska konferenca sprejme ali zavrne zakone in dopolnitve, ki jih je odobril metropolitanski svet. Je končni organ, ki potrjuje proračun mesta. Ukrepi na konferenci zahtevajo glasovanje vsaj dveh tretjin občin v metropolitanskem mestu in večine celotnega prebivalstva. Konferenco sestavljajo vsi župani občin v metropolitanskem mestu.

## Funkcije
Metropolitanska mesta opravljajo osnovne funkcije pokrajine. Vendar pa so jim nekatere funkcije  dodeljene in so, vendar niso omejene na:
- lokalno načrtovanje in prostorsko planiranje;
- zagotavljanje lokalnih policijskih storitev;
- usklajevanje prometa in mestnih storitev.

## Metropolitanska mesta
| Metropolitansko mesto                                 | Površina (km²) | Št. prebivalcev (januar 2019) | gostota (/km²) | Datum           |
| ----------------------------------------------------- | -------------- | ----------------------------- | -------------- | --------------- |
| Metropolitansko mesto glavnega mesta Rim‎ Rim          | 5.352          | 4.342.212                     | 811            | 3. april 2014   |
| Metropolitansko mesto Milano Milano                   | 1.575          | 3.250.315                     | 2.064          | 3. april 2014   |
| Metropolitansko mesto Neapelj Neapelj                 | 1.171          | 3.084.890                     | 2.634          | 3. april 2014   |
| Metropolitansko mesto Torino Torino                   | 6.829          | 2.259.523                     | 331            | 3. april 2014   |
| Metropolitansko mesto Palermo Palermo                 | 5.009          | 1.252.588                     | 250            | 4. avgust 2015  |
| Metropolitansko mesto Bari Bari                       | 3.821          | 1.251.994                     | 328            | 3. april 2014   |
| Metropolitansko mesto Catania Catania                 | 3.574          | 1.107.702                     | 310            | 4. avgust 2015  |
| Metropolitansko mesto Firence Firence                 | 3.514          | 1.011.349                     | 288            | 3. april 2014   |
| Metropolitansko mesto Bologna Bologna                 | 3.702          | 1.014.619                     | 274            | 3. april 2014   |
| Metropolitansko mesto Genova Genova                   | 1.839          | 841.180                       | 457            | 3. april 2014   |
| Metropolitansko mesto Benetke Benetke                 | 2.462          | 853.338                       | 347            | 3. april 2014   |
| Metropolitansko mesto Messina Messina                 | 3.266          | 626.876                       | 192            | 4. avgust 2015  |
| Metropolitansko mesto Reggio Calabria Reggio Calabria | 3.183          | 548.009                       | 172            | 3. april 2014   |
| Metropolitansko mesto Cagliari Cagliari               | 1.248          | 431.038                       | 345            | 4. februar 2016 |